# Paralecithobotrys brisbanensis
Paralecithobotrys brisbanensis är en plattmaskart. Paralecithobotrys brisbanensis ingår i släktet Paralecithobotrys och familjen Haploporidae. Inga underarter finns listade i Catalogue of Life.